# Helladius (grammairien)
Pour les articles homonymes, voir Helladius.
Helladius est un grammairien grec de l'Antiquité tardive (IVe – Ve siècle).

## Notice historique
Il vivait à Alexandrie en 391, et était païen, prêtre de Zeus Ammon, quand eurent lieu les affrontements entre les tenants de l'ancienne religion et les chrétiens dirigés par l'évêque Théophile, qui s'attaquèrent aux temples. Helladius participa aux combats et tua neuf chrétiens de ses mains. Ensuite il s'enfuit à Constantinople avec son collègue Ammonius, qui était « prêtre d'un singe » (c'est-à-dire de Thot). Tous deux furent dans la capitale les professeurs de Socrate le Scolastique. Cet Helladius est en général identifié à celui qui enseignait à Constantinople en 425 et qui reçut le 15 mars de cette année-là la comitiva ordinis primi et le titre d'« ex-vicaire », honneurs qui étaient apparemment conférés à des professeurs qui avaient servi vingt ans.

## Ouvrages
Il était l'auteur d'un Lexique par ordre alphabétique recensé par Photius dans le codex 145 de sa Bibliothèque. C'était le plus gros et le plus exhaustif lexique connu par le patriarche, couvrant sept volumes. Il contenait non seulement des mots, mais des expressions (« clauses » ou « membres (de phrase) » en rhétorique), le tout puisé uniquement chez des écrivains en prose. L'ordre alphabétique ne portait que sur la première syllabe. Cet ouvrage a sûrement été fondamental pour les lexiques (Etymologica) byzantins. Selon la Souda, cet Helladius était aussi l'auteur d'un Éloge de Théodose (sans doute Théodose II) et de discours dans le genre de l'ekphrasis.
Un autre ouvrage est recensé sous ce nom dans un codex (n°279) qui ne figure que dans un des deux manuscrits-sources de la Bibliothèque de Photius (le Marcianus 451) : il s'agit d'une Chrestomathie (recueil de documents relatifs à la grammaire et à l'érudition) en quatre livres. Cet ouvrage serait d'un « Helladius d'Antinoé ». Selon Maurice Croiset, c'est probablement non seulement le même auteur, mais le même ouvrage que le Lexique.